# كاونتر سترايك أون لاين
كاونتر سترايك أون لاين هي لعبة كاونتر سترايك تستهدف سوق الألعاب في آسيا. تم تطويرها من قبل شركة Nexon من كوريا الجنوبية صدرت عام 2008 في جنوب شرق آسيا وتعمل على جميع اصدرات الويندوز الجديدة

## اللعب
هذا النوع من الألعاب يظل حديث طول الوقت خصوصا مع التطوير المستمر للعبة وتحديثها لاصدراتها باستمرار
يوجد في اللعبة ميزات جديدة بالإضافة إلى الخصائص السابقة التي كانت في الاجزاء السابقة